# Calle Friberg
Calle Friberg, né le 9 avril 1981 à Stockholm, est un coureur cycliste suédois, spécialiste du VTT et du cyclo-cross.

## Palmarès en VTT
- 1999
  -  Champion de Suède de cross-country juniors
- 2003
  -  Champion de Suède de cross-country
  -  Champion de Suède de cross-country espoirs
- 2004
  -  Champion de Suède de relais par équipes (avec Max Öste-Mc Donald et Fredrik Kessiakoff)
- 2005
  -  Champion de Suède de relais par équipes (avec Max Öste-Mc Donald et Hjalmar Bengtsson)
- 2006
  -  Champion de Suède de relais par équipes (avec Mikael Häggqvist et Fredrik Kessiakoff)
- 2008
  - 3e du championnats de suède de relais par équipes
- 2013
  - Roc des Alpes
  - 2e du championnat de Suède de cross-country
- 2014
  - 2e du championnat de Suède de cross-country
- 2015
  -  Champion de Suède de cross-country

## Palmarès en cyclo-cross
- 2013-2014
  -  Champion de Suède de cyclo-cross
- 2015-2016
  - Stockholm cyclo-cross, Stockholm